# Giulio Tremonti
Giulio Tremonti (Sondrio, 18 augustus 1947), is een Italiaans politicus en econoom, die viermaal minister van Financiën van zijn land was.
Giulio Tremonti is geboren in Sondrio, Lombardije. Tremonti studeerde rechten en was docent fiscaal recht aan de Universiteit van Pavia. In 1987 stond hij op de kieslijst van Socialistische Partij van Italië (PSI) en deed hij mee aan de parlementsverkiezingen. In 1994 hij voor de Patto Segni van Mario Segni in de Kamer van Afgevaardigden gekozen. Kort daarop sloot hij zich aan bij Forza Italia van Silvio Berlusconi en werd minister van Financiën in het kabinet-Berlusconi I (1994-1995).
In 1996 en 2001 werd Tremonti als kamerlid herkozen. In 2001 werd hij opnieuw minister van Financiën en betoonde zich een voorstander van verregaande privatiseringen, wat leidde tot felle kritiek van de oppositie, maar ook binnen de regeringscoalitie (Huis van de Vrijheden) waar Tremonti het mikpunt van kritiek werd van de Alleanza Nazionale. Op 3 juli 2004 zag hij zich genoodzaakt als minister af te treden. Echter, in september 2005, na het aftreden van de nieuwe minister van Financiën, Domenico Siniscalco, werd hij opnieuw minister van Financiën en tevens vicepremier. Dit duurde tot en met 2006. In de periode van 2008 tot en met 2011 was hij opnieuw minister van Financiën. 
In juni 2004 nam hij deel aan de Bilderberg-conferentie in Stresa, Italië. Thans is Giulio Tremonti voorzitter van het Aspen Instituut Italië.
Tijdens het Wereld Economisch Forum in Davos haalde Tremonti het wereldnieuws toen hij tegen professor Nouriel Roubini "ga terug naar Turkije" riep. Roubini had zojuist de Italiaanse economie met die van de Argentijnse economie van eind jaren 90 vergeleken. Dit viel niet in goede aarde bij de toenmalige minister Tremonti.

## Werken
- La fiera della tasse (1991)
- Il federalismo fiscale (1994)
- Il fantasma della povertà (1995)
- Le cento tasse degli Italiani (1996, met G. Vitaletti)
- Lo Stato criminogeno (1997)
- Rischi fatali — L'Europa vecchia, la Cina, il mercatismo suicida: come reagire (2005)